# Aziatische PGA Tour
De Aziatische PGA Tour - officieel de Asian Tour - is een serie van golftoernooien die georganiseerd wordt voor golfprofessionals in Azië, met uitzondering van Japan, dat een eigen Japan Golf Tour heeft. De tour werd opgericht in 1994. Het hoofdkantoor van de tour bevindt zich in Singapore en de Myanmarese golfer Kyi Hla Han is de voorzitter van deze tour.

## Kwalificatie
Om aan de Aziatische Tour te mogen deelnemen, moet men zich kwalificeren of worden uitgenodigd. De kwalificatie gaat via voorgaande prestaties op de Tour of via de Qualifying School (meestal Tourschool genoemd), die in januari plaatsvindt. Deze bestaat uit een First Stage (4 rondes) en een Final Stage (5 rondes). De beste veertig spelers krijgen een volle spelerskaart voor dat jaar.

## Toernooikalender
De golftoernooien vinden meestal plaats in enkele Aziatische landen zoals China, Chinees Taipei, Filipijnen, India, Japan, Maleisië, Singapore, Taiwan, Thailand en Zuid-Korea. Zwitserland is het enige land die met de Omega European Masters een golftoernooi organiseert buiten het continent Azië.

## Order of Merit
De Aziatische Tour heeft haar eigen Order of Merit. Het prijzengeld wordt uitgedrukt in Amerikaanse dollar ($)
| Jaar | Naam                 | Prijzengeld |
| ---- | -------------------- | ----------- |
| 2000 | Simon Dyson          |             |
| 2001 | Thongchai Jaidee     |             |
| 2002 | Jyoti Randhawa       |             |
| 2003 | Arjun Atwal          |             |
| 2004 | Thongchai Jaidee     | 381.929     |
| 2005 | Thaworn Wiratchant   | 510.122     |
| 2006 | Wen-chong Liang      | 532.590     |
| 2007 | Jeev Milkha Singh    | 591.884     |
| 2008 | Jeev Milkha Singh    | 1.452.702   |
| 2009 | Thongchai Jaidee     | 981.932     |
| 2010 | Seung-yul Noh        | 822.381     |
| 2011 | Juvic Pagunsan       | 788.298     |
| 2012 | Thaworn Wiratchant   | 738.046     |
| 2013 | Kiradech Aphibarnrat | 1.127.855   |
| 2014 | David Lipsky         | 713.901     |

## Trivia
- In 2005 was Chinnarat Phadungsil de jongste golfer die een toernooi won op de Aziatische Tour. Hij won het Double A International Open toen hij 17 jaar en 5 dagen oud was.